# Erebiomima hertingi
Erebiomima hertingi är en tvåvingeart som beskrevs av Kugler 1968. Erebiomima hertingi ingår i släktet Erebiomima och familjen parasitflugor. Inga underarter finns listade i Catalogue of Life.